# Rusa marianna
Rusa marianna (även Cervus mariannus) är ett däggdjur som ingår i familjen hjortdjur. Ett stort antal underarter finns beskrivna men några av dessa är omstridd. Alfreds hjort som tidigare räknades till arten utgör numera en självständig art.

## Kännetecken
Med en kroppslängd av 100 till 150 centimeter, en mankhöjd mellan 55 och 70 centimeter och en vikt mellan 40 och 60 kilogram är arten en av de minsta i underfamiljen Cervinae. Pälsen har en mörkbrun färg och undersidan samt extremiteterna är lite ljusare. Bara den 8 till 12 cm långa svansen har en helt vit undersida. Horn finns liksom hos de flesta hjortdjur bara hos hannarna och är jämförelsevis korta med en längd på 20 till 40 centimeter.

## Utbredning och habitat
Arten förekommer på Filippinerna, till exempel på öarna Luzon, Mindoro, Mindanao och Basilan. Djuret infördes av spanska nybyggare på andra öar i västra Stilla havet. Artens epitet marianna syftar på ögruppen Nordmarianerna där den först blev införd och senare beskriven på vetenskapligt sätt. Beståndet på dessa öar är numera utdött, bara på Pohnpei ska det enligt olika auktorer finnas individer kvar.
Rusa marianna lever i olika habitat som buskland, tropisk regnskog och bergsregioner upp till 2 900 meter över havet.

## Levnadssätt
Det är inte mycket känt om artens beteende. Individerna är aktiva på natten och lever ensamma eller i små grupper. Födan utgörs av gräs och örter.

## Hot
Djuret hotas av förstöringen av levnadsområdet. Det antas att ett större bestånd lever i avlägsna regioner. IUCN listar arten som sårbar (vulnerable).